# Охтов, Руслан Умарович
Руслан Умарович Охтов (1 декабря 1978, Черкесск, Карачаево-Черкесская АО, Ставропольский край, СССР) — российский футболист, играл на позиции полузащитника и нападающего.

## Карьера
Воспитанник СУОР (Ставрополь) и черкесской ДЮСШ-2. Профессиональную карьеру начал в 1995 году в клубе «Моздок» из одноимённого города, за который провёл 1 матч. Летом того же года перешёл в сочинскую «Жемчужину», за которую дебютировал в высшей лиге 23 сентября 1995 года в выездном матче 26-го тура против новороссийского «Черноморца», выйдя на замену на 75-й минуте встречи вместо Руслана Суанова. В 1997 году перешёл в «Кубань», однако играл за её фарм-клуб. В 1998 году вернулся в Черкесск, выступал за «Нарт». В 1999 году играл за «Самотлор-XXI» из Нижневартовска. В 2000 году перебрался в калининградскую «Балтику», в которой и завершил профессиональную карьеру в 2003 году. В 2012 году играл за любительский клуб «Нарт» Черкесск. В 2013 году выступал за любительский клуб «Къарча» из села Чапаевское.